# 里弗歐瓦塞斯 (密蘇里州)
里弗歐瓦塞斯（英語：River aux Vases）是位於美國密蘇里州聖熱訥維耶沃縣的非建制地區。

## 歷史
里弗歐瓦塞斯的郵局於1870年設立，其後於1964年停運。

## 地理
里弗歐瓦塞斯所處的海拔為高於海平面136米（即446英呎），而該地所採用的時區為UTC-6，即北美中部時區（CST）。同時該地設有夏令時間，為UTC-6調快一小時，即UTC-5（CDT）。